# ActRaiser 2
ActRaiser 2 (アクトレイザー2 沈黙への聖戦, Akutoreizā Tsū: Chinmoku e no Seisen, litt. « Actraiser 2 : la croisade au silence ») est un jeu vidéo de plates-formes, développé par Quintet, sorti sur Super Nintendo en 1994. Il est la suite d'ActRaiser, sorti en 1992 sur Super Nintendo. La musique est composée par Yūzō Koshiro.

## Système de jeu
Il place le joueur dans le rôle d'un dieu qui aide un peuple à se développer. Pour cela il combat des démons dans des phases de plate-forme.
Contrairement à ActRaiser, le jeu ne comporte plus de phases de simulation. Le jeu est en revanche doté d'une réalisation soignée et difficile.

## Accueil
Quintet a annoncé avoir vendu 40 000 exemplaires d'Actraiser 2 au Japon, 100 000 aux États-Unis et 40 000 en Europe.